# Berengario del Friul
Berengario del Friul ( 845-16 de abril de 924) fue rey de Italia y emperador de Occidente. Era nieto del emperador Ludovico Pío por vía materna, a través de su madre Gisela, hija del segundo matrimonio de Ludovico con Judith de Baviera. Su padre fue Everardo del Friul, caballero de la corte de los emperadores Carlomagno y Ludovico Pío, marqués de Friul (846-863) y santo de la Iglesia católica.
Berengario fue marqués del Friul desde 874 tras suceder a su hermano Unruoch III del Friul.
Tras la muerte del emperador Carlos III el Gordo en 888, Berengario del Friul fue elegido rey de Italia en Pavía en la basílica de San Miguel el Mayor. Sin embargo, Guido de Spoleto le disputó el trono, lo derrotó en la batalla de Trebbia a comienzos de 889 y fue coronado rey de Italia en Pavía, mientras que Berengario se retiraba a sus bases de Verona. 
Berengario siguió aspirando a la corona imperial, y así en el año 900, al fallecer el Emperador Arnulfo, intentó nuevamente hacerse con la misma. En esta ocasión fue derrotado por Luis III el Ciego, quien logró ser coronado emperador y expulsar del trono italiano a Berengario. 
En 902, Berengario derrotó a Luis III y, tras expulsarlo de Italia, recuperó el trono. Cuando Luis III trató de volver en 905, fue capturado por Berengario, ordenando que fuera cegado.
En enero de 915, el papa Juan X intentó forjar una alianza entre Berengario y los gobernantes locales con la esperanza de que pudiera enfrentarse a la amenaza sarracena en el sur de Italia. Berengario fue incapaz de enviar tropas, pero después de la gran batalla del Garellano, una victoria sobre los sarracenos, Juan coronó a Berengario como emperador en Roma (diciembre), título que ostentó entre 915 y 924. Berengario, sin embargo, regresó rápidamente al norte, donde el Friul aún estaba amenazado por los magiares.
En sus últimos años, su esposa Bertila fue acusada de infidelidad, algo que era frecuente entre las esposas de reyes en decadencia de aquella época. Ella fue envenenada. Berengario se casó entonces -en diciembre de 915- con Ana de Provenza. Se ha sugerido, en gran medida por razones onomásticas, que Ana era una hija de Luis III el Ciego y su esposa Ana, la posible hija de León VI el Sabio, emperador bizantino. En ese caso, habría sido comprometida con Berengario desde que era muy pequeña y solo se convertiría en su consors e imperatrix en 923. Su matrimonio fue un intento, por parte de Luis III, de promocionar a sus hijos mientras que él mismo estaba siendo puesto de lado; y, por parte de Berengario, se intentaba legitimar su gobierno relacionándose, a través del matrimonio, con la casa de Lotario I.
El 17 de julio de 923, las fuerzas de Rodolfo II de Borgoña se encontraron con las de Berengario en la batalla de Fiorenzuola d’Arda, cerca de Piacenza. Fue una batalla decisiva y Berengario perdió el control del reino y se retiró a Verona. Poco después fue asesinado en esta última ciudad por uno de sus propios hombres, posiblemente por instigación de Rodolfo.
No dejó hijos, tan solo dos hijas, habidas con su esposa Bertila:
- Gisela, marquesa de Ivrea por matrimonio, que fue madre de Berengario II de Italia, de quien descienden por vía paterna los reyes de la casa de Borgoña de Castilla y León.
- Berta, abadesa del monasterio de Santa Julia de Brescia.

Un poema épico anónimo, las Gesta Berengarii Imperatoris, narra los muchos acontecimientos del reinado de Berengario.
Tras su muerte en 924, transcurrirían treinta y ocho años sin emperador en Occidente, hasta la llegada de Otón I, rey de la Francia Oriental (Alemania); el papa Juan XII solicita la ayuda de este soberano germánico para defender sus derechos de pontífice frente a las pretensiones del ya aludido Berengario II, nieto materno de Berengario. Otón marchará a Roma en 961 en auxilio del papa y, finalmente, será coronado emperador el 2 de febrero de 962, resucitándose así por segunda vez el Imperio romano de Occidente (la primera había sido con Carlomagno en el 800).